# Diffusion Thomson
Pour les articles homonymes, voir Thomson.
La diffusion Thomson est la diffusion d'un photon de faible énergie sur une particule chargée de matière au repos, généralement un électron libre, c'est-à-dire non lié à un atome. La diffusion Thomson est un des deux régimes particuliers de la diffusion Compton plus générale. Cette diffusion a été expliquée par Joseph John Thomson.

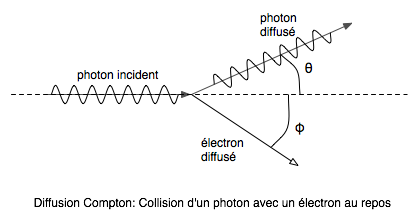
Schéma décrivant la diffusion d'un photon incident venant de la gauche, sur un électron au repos. Les trajectoires après la diffusion sont aussi indiquées. Voir la démonstration dans l'article Diffusion Compton.

Cette diffusion (voir Diffusion des particules) s'effectue pour des énergies faibles, le rayonnement électromagnétique est absorbé puis réémis par la particule. Durant cette interaction l'énergie transmise à la particule chargée par le photon est négligée, tant que l'énergie des photons ne dépasse pas 45 keV, il s'agit alors d'une diffusion élastique. La direction de propagation de l'onde électromagnétique associée au photon change sans diminution de l'énergie. Le photon ressort polarisé dans la direction orthogonale au plan de diffusion.
Cette diffusion est similaire à la diffusion Rayleigh à la différence près que cette dernière s'effectue sur des particules chargées liées à des atomes.
Pour les hautes énergies, ce mode de diffusion devient négligeable par rapport à la diffusion Compton. 